# Грин, Генри (придворный)
Сэр Генри Грин (англ. Sir Henry Green; приблизительно 1347 — 29 июля 1399, Бристольский замок, Королевство Англия) — английский дворянин, депутат палаты общин, один из трёх постоянных советников короля Ричарда II. Был казнён по приказу Генри Болингброка, поднявшего мятеж против Ричарда. Стал персонажем пьесы Уильяма Шекспира «Ричард II» и её экранизаций.

## Биография
Генри Грин принадлежал к рыцарскому роду из Нортгемптоншира. Он был младшим сыном сэра Генри Грина от второго брака с Кэтрин Дрейтон и родился приблизительно в 1347 году. После смерти Генри-старшего в 1369 году основная часть его владений досталась первому сыну, Томасу, но младший ещё за пять лет до этого получил поместья Дрейтон и Лоуик в Нортгемптоншире, Чалтон в Бедфордшире, Вулстон, Уэйвендон и Эмбертон в Бакингемшире. Кроме того, сэр Генри передал младшему сыну права на поместья Комбертон в Кембриджшире и Уайт-Родинг в Эссексе; эти владения достались Грину в 1388 году, после смерти вдовы сэра Уильяма Квентона. Генри обосновался в нортгемптонширских владениях. В 1385 году он получил от короля разрешение на еженедельный рынок и ежегодную ярмарку в Лоуике. Благодаря браку с наследницей сэра Джона Модита Грин приобрёл ещё ряд владений — Грейтли в Хэмпшире, Бакворт в Хантингдоншире, Чепстоу в Монмутшире, Уорминстер и Мойет Фиддингтон в Уилтшире.
В 1369 году Генри Грин и его брат Томас служили на континенте. В 1373 году Генри (к тому моменту уже посвящённый в рыцари) участвовал во французском походе Джона Гонта, герцога Ланкастерского, и в последующие годы он оставался одним из вассалов этого вельможи. Согласно Томасу Уолсингему, Грин был в числе рыцарей, которые в мае 1384 года жестоко пытали и убили Джона Латимера — монаха, обвинившего герцога в измене. В 1386 году он участвовал в походе Джона Гонта в Кастилию. 6 марта 1391 года сэр Генри подписал соглашение, согласно которому обязывался служить герцогу в мирное и военное время за 50 марок в год.
Сохранившиеся источники ничего не сообщают о позиции Грина во время политического кризиса 1386—1388 годов, когда лорды-апеллянты выступили против короля Ричарда II и на время захватили власть. Существенно позже, в мае 1398 года, сэр Генри получил королевское помилование, но это могло быть простой юридической формальностью. По-видимому, у Грина были какие-то контакты с графами Арунделом и Уориком (лидерами апеллянтов), но он был связан и с некоторыми членами королевского двора. Так, в мае 1388 года сэр Генри поручился за трёх рыцарей королевской палаты, сэра Томаса Тривета, сэра Уильяма Элмхема и сэра Николаса Дэгуэрта, которых благодаря этому выпустили из Тауэра. В январе 1390 года он был избран в палату общин от Хантингдоншира. В последующие годы Грин оказался тесно связан с Уильямом Бошаном, бароном Бергавенни (братом Уорика и зятем Арундела) и Уильямом ла Зушем, бароном Зуш из Харрингуорта (мужем сестры сэра Генри).
В январе 1397 года, заседая в парламенте от Нортгемптоншира, Грин привлек к себе внимание Ричарда II и сразу завоевал его доверие. 1 марта того же года, вскоре после роспуска парламента, сэр Генри официально поступил на королевскую службу с жалованьем 40 марок в год; позже он стал членом Королевского совета с жалованьем 100 фунтов. В парламенте, собравшемся в сентябре 1397 года, сэр Генри, депутат от Уилтшира, играл одну из ведущих ролей. Вместе с сэром Уильямом Бэготом и спикером сэром Джоном Буши он действовал в интересах Ричарда II — в частности, добился аннулирования королевских помилований, выданных когда-то лордам-апеллянтам. Именно с этого времени три имени, Буши, Бэгот и Грин, оказались в одном ряду как имена постоянных советников короля, удовлетворяющих его прихоти и ненавидимых всем обществом. За свою службу эти люди получили ряд имений, конфискованных у апеллянтов. 
Сэр Генри стал членом комиссии, сформированной для рассмотрения петиций и урегулирования конфликта между Генри Болингброком и герцогом Норфолком — единственным лордом-апеллянтом, избежавшим наказания. Осенью 1398 года он совершил вместе с Буши поездку в Шотландию и заключил мирный договор с этим королевством. В 1399 году, когда Ричард II отправился в Ирландию подавлять очередное восстание, Буши остался в Англии; его задачей было управлять страной в отсутствие монарха вместе с Бэготом, Буши и хранителем королевства Эдмундом Лэнгли, герцогом Йоркским. Однако вскоре в Йоркшире высадился Генри Болингброк, прежде изгнанный и лишённый наследства. Этот вельможа поднял мятеж и получил практически всеобщую поддержку. Грин и Буши получили в управление замки Лидс и Рочестер на случай, если Болингброк высадится в Кенте; позже они оказались в замке Уоллингфорд, где укрылась королева, но были вынуждены отступить в Бристоль. Герцог Йоркский и другие члены совета перешли на сторону Болингброка. Их примеру последовал и констебль Бристольского замка, открывший ворота крепости перед мятежниками (28 июля). Грин, Буши и королевский фаворит Уильям ле Скруп, 1-й граф Уилтшир, были арестованы, уже на следующий день их обезглавили, а головы выставили на всеобщее обозрение. Эту казнь в Англии встретили всеобщим ликованием. Болингброк вскоре получил корону, и первый же его парламент задним числом объявил казнённых изменниками, а их владения конфисковал. Впрочем, по отношению к детям Грина король проявил великодушие: он обеспечил их средствами к существованию, а старшему сыну разрешил получить основную часть отцовских владений после достижения им совершеннолетия.

## Семья
Сэр Генри был женат на Мод Модит, дочери сэра Томаса Модита. В этом браке родились четверо сыновей (старшего из них звали Ральфом) и дочь Элеанора, жена сэра Джона Фицвильяма.

## В культуре
Грин стал одним из персонажей исторической хроники Уильяма Шекспира «Ричард II». Он появляется и в телевизионных фильмах, снятых по Шекспиру. В частности, в первой части цикла «Пустая корона» его играет Генри Хадден-Патон.